# X Klucz Kominowy (Fa)
X Klucz Kominowy (Fa) – polska jednostka lotnicza utworzona we Francji w maju 1940 w jako jednostka Polskich Sił Powietrznych.
Jednostka została przydzielono do francuskiej eskadry Groupe de Chasse et de Défense stacjonującej w Cognac, gdzie dotarła 1 czerwca 1940 roku. Dowódcą jednostki został  por. Jan Falkowski. Przez pierwsze dwa tygodnie piloci jednostki nie byli wyposażeni w samoloty oraz wykonywali różne nieadekwatne do swojego wyszkolenia prace zlecane przez dowództwo francuskie. 
13 czerwca do jednostki dołączyli piloci z "komina" w Châteaudun - plut. Henryk Kowalski i plut. Stefan Tomicki. 15 czerwca klucz otrzymał 5 samolotów Bloch MB.152 (w tym 2 niesprawne). Piloci wykonali po kilka lotów bojowych, które jednak nie skończyły się kontaktem z nieprzyjacielem.
22 czerwca 1940 piloci klucza drogą morską, na statku MS Batory zostali ewakuowani do Wielkiej Brytanii gdzie dotarli 24 i 25 czerwca i zeszli na ląd w Plymouth.

## Nazwa jednostki
Lotnicy z oddziałów Groupe de Chasse et de Defence mieli za zadanie ochronę przed nalotami konkretnych obiektów (miast, zakładów przemysłowych) i od kominów przemysłowych ukuto polską nazwę jednostek kominowych.

## Żołnierze klucza
Piloci
- por. Jan Falkowski – dowódca
- ppor. Tadeusz Kratke
- ppor. Ryszard Malczewski
- kpr. Tadeusz Andruszków
- kpr. Zygmunt Gruszczyński
- kpr. Stefan Krzyżagórski
- kpr. Stanisław Łoś
- kpr. Mieczysław Popek

od 13 czerwca
- plut. Henryk Kowalski
- plut. Stefan Tomicki